# CampusTV
Campus Televisión (conocido como Campus TV) es un canal de televisión abierta hondureño, fundado por la Universidad de San Pedro Sula en 2007.

## Historia
Campus TV inició operaciones en 2008. Su fundador Ricardo Jaar realizó una alianza con la Universidad de San Pedro Sula, para que el canal fuera un centro especializado para estudiantes de la carrera de comunicaciones y publicidad. Posteriormente se decidió su función a señal abierta y con un grupo de profesionales dedicados a la creación de contenido en alta definición. 

## Programas
La programación de Campus TV contiene desde noticias nacionales e internacionales hasta noticias deportivas y del mundo de la farándula. 
- Noticiero Campus Televisión
- WebOn
- Mañana Mix
- Sport Club
- MP3
- El chef
- Panorama deportivo
- DW Noticias
- Tu voz, es mi voz
- El top 20
- Whatsapeando
- El raite
- Ponte fit